# سیارک ۵۹۸۳۰
سیارک ۵۹۸۳۰ (به انگلیسی: 59830 Reynek، نامگذاری:1999RE33) پنجاه و نه هزار و هشتصد و سی‌امین سیارک کشف شده‌است که در ۱۰ سپتامبر ۱۹۹۹ کشف شد.